# تل رابین
تل رابین (عبری: טל רבין، متولد ۱۹۶۲) دانشمند علوم کامپیوتر و استاد کامپیوتر و علوم اطلاعات در دانشگاه پنسیلوانیا است. او پیش‌تر رئیس تحقیقات در بنیاد Algorand و رئیس گروه تحقیقاتی رمزنگاری در مرکز تحقیقات Thomas J. Watson در شرکت آی‌بی‌ام بوده‌است.

## جوایز
۲۰۱۹: جایزه RSA برای برتری در ریاضیات.
۲۰۱۸: یکی از ۵۰ زن برتر فن‌آوری آمریکا توسط مجله Forbes.
2017: ACM Fellow
۲۰۱۶: عضو آکادمی علوم و هنرهای آمریکا (AAAS).
۲۰۱۵: عضو IACR (انجمن بین‌المللی تحقیقات رمزنگاری).
۲۰۱۴: جایزهٔ زن چشم‌انداز برای نوآوری توسط موسسه آنیتا بورگ.
۲۰۱۴: یکی از ۲۲ مهندس زن قدرت‌مند جهان توسط Business Insider.